# Henry Hansen
Henry Peter Christian Hansen (16 de março de 1902 — 28 de março de 1985) foi um ciclista dinamarquês, ativo durante a década de 20, e participou em duas edições dos Jogos Olímpicos (1928 e 1932), ganhando um total de três medalhas, duas de ouro e uma de prata.

## Sucesso olímpico
Em Amsterdã 1928 ele conquistou duas medalhas de ouro no contrarrelógio por equipes, junto com Orla Jørgensen e Leo Nielsen, e na prova de estrada.
Nas Olimpíadas de Los Angeles 1932, ganhou uma medalha de prata competindo no contrarrelógio por equipes, juntamente com Frode Sørensen e Leo Nielsen. Na estrada individual foi o décimo segundo.
Além dessas conquistas também ganhou sete campeonatos nacionais de estrada amador e um campeonato mundial, também amador.